# Château de Vannaire
Le château de Vannaire est une maison-forte situé à Vannaire, dans le département français de la Côte-d'Or.

## Localisation
Le château est situé à l'est du village à la sortie d'une combe, au pied d'un talus calcaire.

## Historique
De 1499 à 1700, Chaumont-le-Bois et la tour de Venarrey (Vannaire) relèvent du terrier de la seigneurie de Saffres. En 1774, l'abbé Courtépée note comme dépendances de Chaumont-le-Bois le village de Vannaire, avec un château appartenant à M. du Ban de la Feuillée.

## Architecture

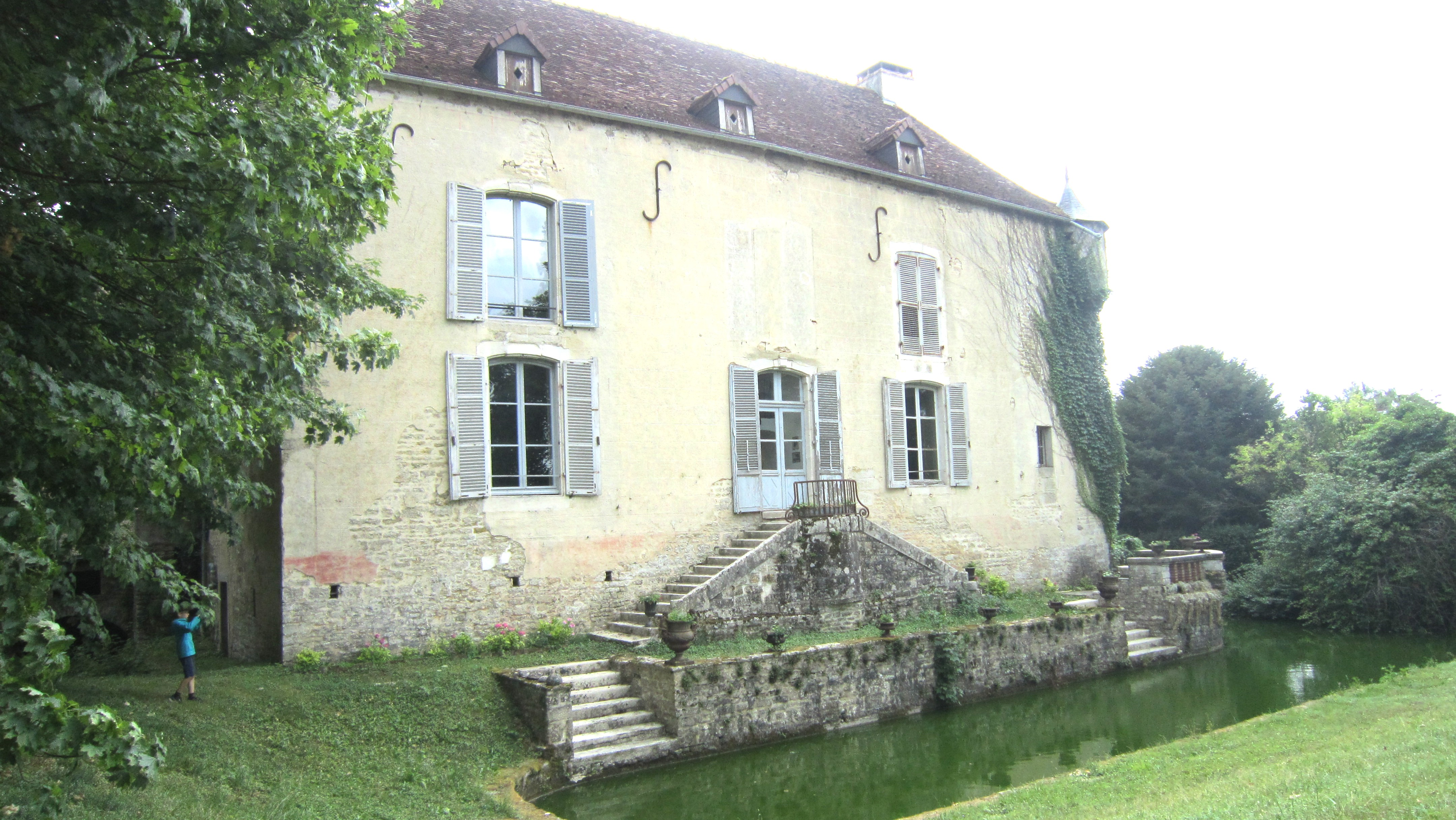
Fossé et façade nord.
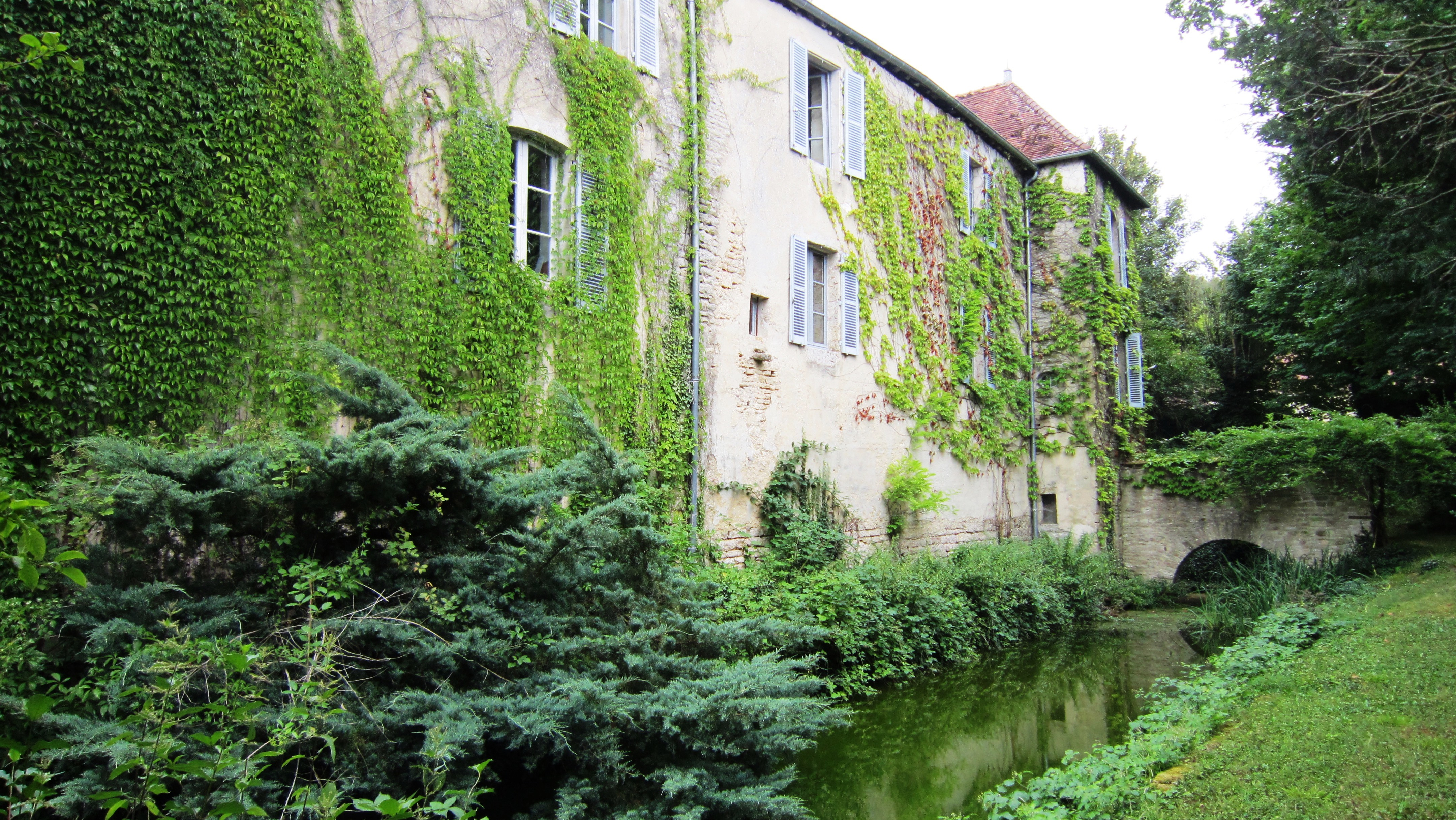
Fossé côté ouest

Construit à la fin du XVIe siècle sur une plate-forme carrée entourée de fossés partiellement en eau, franchis au nord par un pont dormant, le château est d'aspect moderne. Au nord de la plate-forme le bâtiment principal, de plan rectangulaire à un étage et demi, est garni de deux échauguettes en encorbellement et doublé au nord par une fausse-braie revêtue formant terrasse. L'angle sud-ouest de la plate-forme est garni d'un bâtiment rectangulaire à deux étages carrés formant tour d'angle, relié au corps de logis par un bâtiment plus bas. L'angle sud-est muni d'une tour servant de chapelle au nord de laquelle est accoté un bâtiment au droit de la façade est du corps de logis.
Au sud du château, hors des fossés, on note un pigeonnier circulaire et les bâtiments de service[réf. souhaitée].

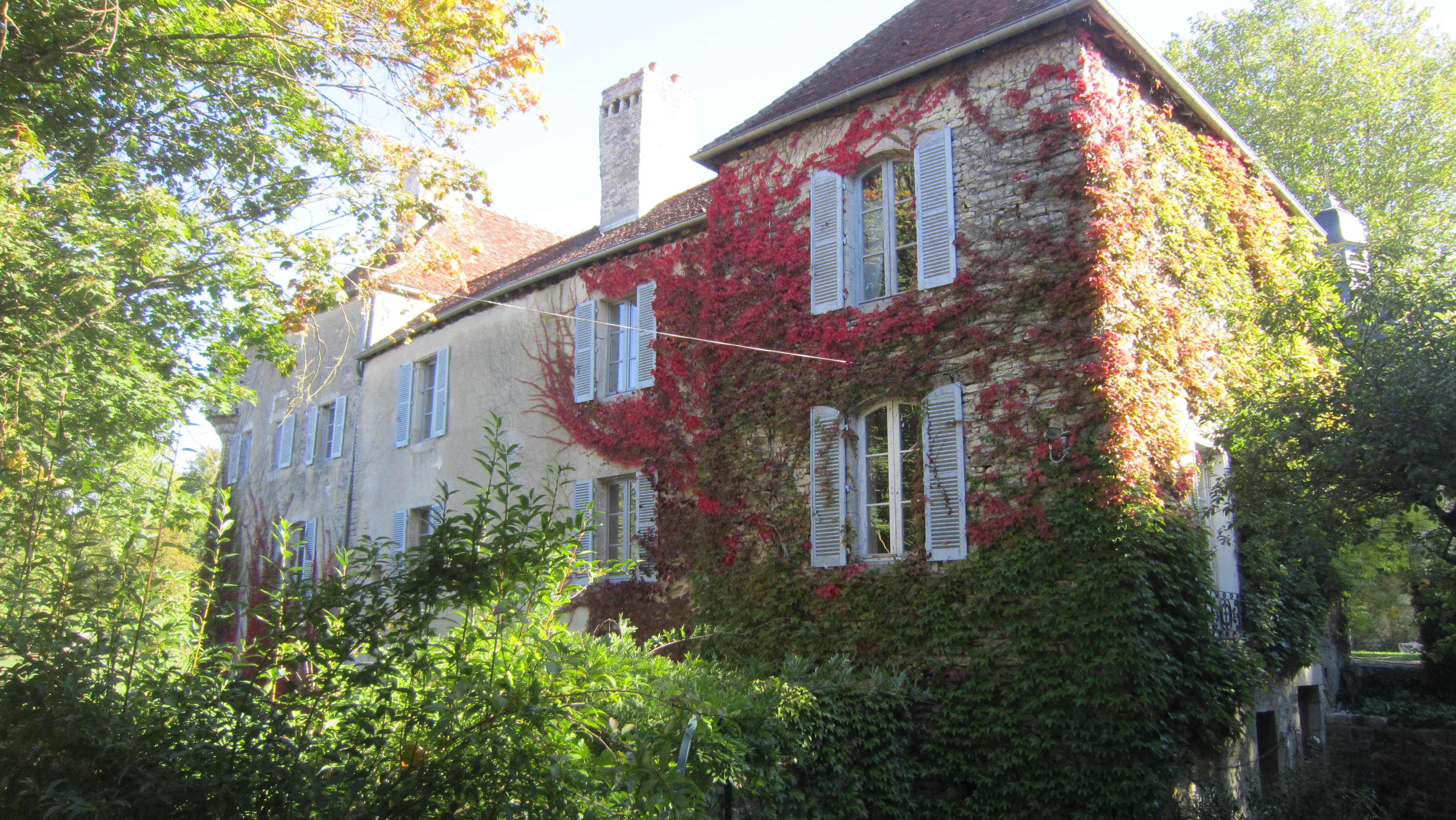
Angle sud-ouest
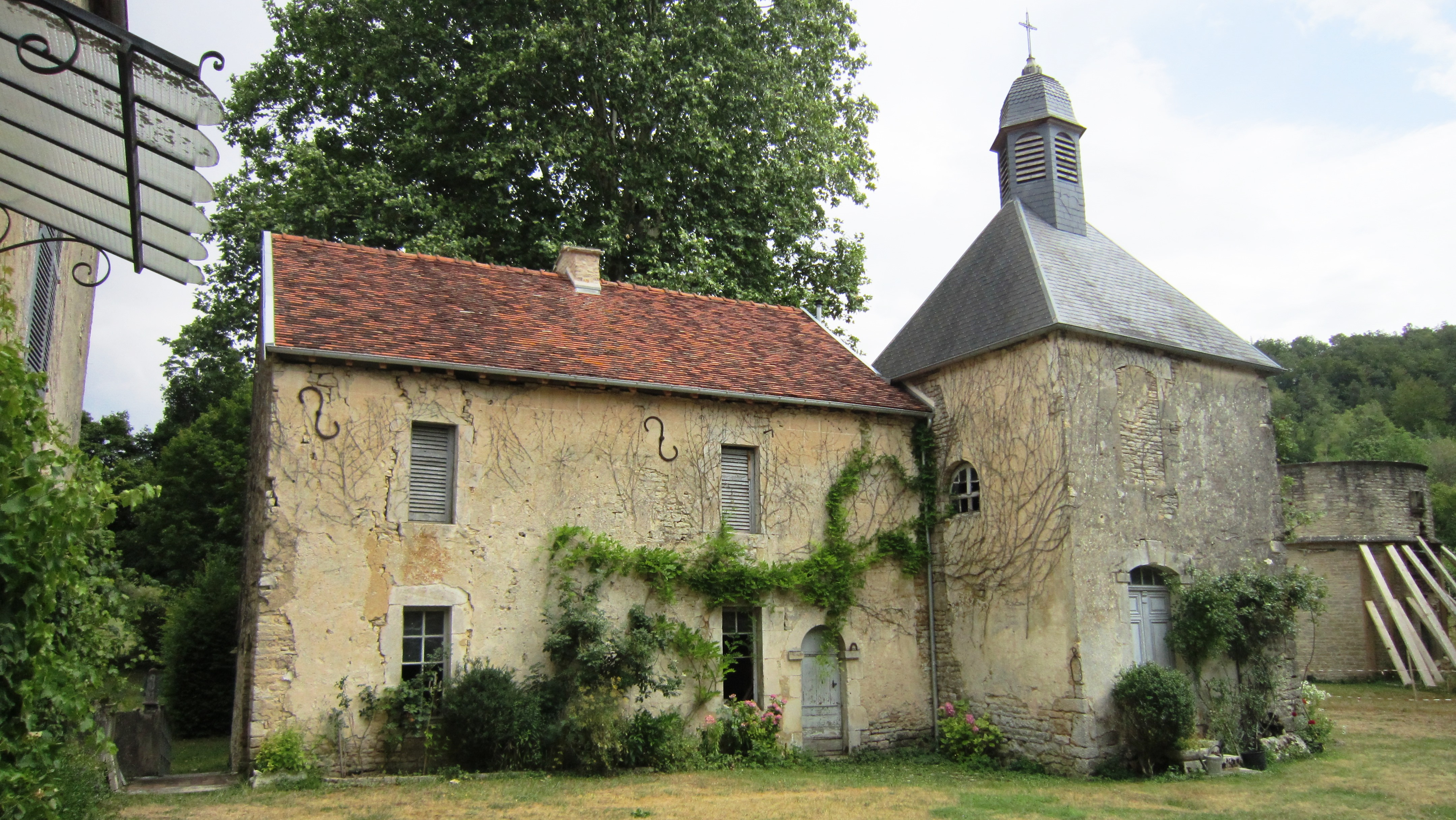
Aile est et chapelle.

## Mobilier
Le château de Vannaire est une propriété privée qui ne se visite pas.

## Annexe